# Academy of Management Review
Academy of Management Review – czasopismo naukowe z zakresu zarządzania i teorii organizacji wydawane przez Academy of Management (drugim, równie prestiżowym periodykiem tej organizacji jest Academy of Management Journal). Należy do pięciu najczęściej cytowanych periodyków naukowych z tej dyscypliny. Publikuje artykuły oparte zarówno o metody ilościowe jak i metody jakościowe, także z różnych paradygmatów. Redaktorem naczelnym pisma jest Martin Kilduff z University of Texas.
Ponieważ publikacja w tym journalu jest w USA poważną przesłanką w procedurze ubiegania się o tenure, publikacja w nim jest bardzo trudna (na każde zgłoszone 100 artykułów ukazuje się zaledwie kilka). Zdaniem niektórych europejskich naukowców AMR faworyzuje badania amerykańskich organizacji i amerykański styl pisania. Jak dotąd w AMR nie ukazał się artykuł autorstwa naukowca z polskiej uczelni.